# Каньяш
Каньяш (порт. Canhas)  —  район (фрегезия) в Португалии,  входит в округ Мадейра. Расположен на острове Мадейра. Является составной частью муниципалитета  Понта-ду-Сол. Население составляет 3214 человека на 2001 год. Занимает площадь 13,30 км².
Покровителем района считается Дева Мария (порт. Nossa Senhora das Dores).